# 香坝镇
香坝镇，是中华人民共和国贵州省铜仁市思南县下辖的一个乡镇级行政单位。
2013年6月24日，贵州省人民政府批复同意撤销香坝苗族土家族乡建制，设置香坝镇，镇人民政府驻香坝社区。

## 行政区划
香坝镇下辖以下地区：
香坝社区、瓦窑社区、简家店村、背流坝村、汤家山村、尚家寨村、白滩村、尖峰村、栋青坳村、凡家湾村、长河村、沈家坝村、桶口村、董家山村、麻匡坝村、老君山村、碗水村、楼房村、南坝村、群星村、金星村、场坪村、冷溪村、岗寨村和桃坪村。